# Communauté de communes Essor du Rhin
La communauté de communes Essor du Rhin est une ancienne communauté de communes française, située dans le département du Haut-Rhin et la région Grand Est.

## Histoire
La communauté de communes, dont le siège est à Fessenheim, a été créée le 19 décembre 2000, succédant à un district créé en 1982, qui faisait lui-même suite à un SIVOM créé en 1972.
Balgau en était membre[Quand ?] mais en est sorti[Quand ?].
Elle fusionne avec la communauté de communes du pays de Brisach pour former la communauté de communes Pays Rhin-Brisach au 1er janvier 2017.

## Composition
La communauté de communes regroupait 7 communes, faisant toutes partie du canton d'Ensisheim :
| Nom                | Code Insee | Gentilé        | Superficie (km2) | Population (dernière pop. légale) | Densité (hab./km2) |
| ------------------ | ---------- | -------------- | ---------------- | --------------------------------- | ------------------ |
| Fessenheim (siège) | 68091      | Fessenheimois  | 18,40            | 2 359 (2014)                      | 128                |
| Blodelsheim        | 68041      | Blodelsheimois | 20,69            | 1 815 (2014)                      | 88                 |
| Hirtzfelden        | 68140      | Hirtzfeldois   | 22,10            | 1 209 (2014)                      | 55                 |
| Munchhouse         | 68225      | Munchhousiens  | 24,05            | 1 602 (2014)                      | 67                 |
| Roggenhouse        | 68281      | Roggenhousiens | 6,45             | 470 (2014)                        | 73                 |
| Rumersheim-le-Haut | 68291      | Rumersheimois  | 16,67            | 1 103 (2014)                      | 66                 |
| Rustenhart         | 68290      | Rustenhartois  | 12,22            | 825 (2014)                        | 68                 |